# Яна Телер
Яна Телер (на датски: Janne Teller) е датска писателка на произведения в жанра социална драма, детско-юношеска литература и документалистика.

## Биография и творчество
Яна Телер е родена на 8 април 1964 г. в Копенхаген, Дания. Има австрийско/немско потекло. На 14 години пише първия си разказ. Следва макроикономика и получава магистърска степен по политически науки. След дипломирането си работи за ООН, така и за Европейския съюз по хуманитарни задачи и задачи свързани с изграждане на мир на много места по света, особено в Африка, включително от Брюксел, Париж, Милано до Дар ес-Салаам, Мапуто и в Ню Йорк. През 1995 г. напуска професионалната си кариера в ООН и се посвещава на писателската си кариера.
Прави успешния си литературен дебют през 1999 г. с романа „Островът на Один“, модерна алегорична скандинавска сага, която третира темата за съдбата, вярата и съмнението, за политическия и религиозен екстремизъм. През 2000 г. е издаден неокласическият ѝ младежки роман „Нищо“, в който историята е за отчаяният опит на група младежи да намерят смисъл в живота. Първоначално романът е посрещнат с отрицание, но после става международен бестселър. Отличен е с много награди, включително наградата за детска книга на Министерството на културата за 2001 г. и американската награда „Майкъл Л. Принц“. През 2022 г. романът е екранизиран в едноименния филм. Следват романите ѝ „Котешко скитане“ от 2004 г. – за европейската идентичност и значението на любовта и войната (любовна история, която проследява живота на мъж от Ямайка с европейка в една отхвърляща Европа), и „Ела“ от 2008 г. – за етиката в изкуството и съвременното съществуване, повдигайки етични и екзистенциални въпроси, базирани на размишленията на издател относно публикуването на роман. През 2013 г. е публикувана новелата ѝ „Африкански пътища“, в който историята е за шофирането на една жена в Найроби с нейния неверен съпруг и вътрешната драма, която се развива в нея.
Първото ѝ есе „Ако имаше война на север“ от 2004 г. е художествено есе за живота на бежанците, което тя пренаписва за всяка страна, в която е публикувана (над 15 версии). То получава шведската награда „Сребърна звезда“ към наградата „Питър Пан“ през 2013 г. и наградата за мир „Драсов“ през 2014 г. Есетата ѝ обхващат екзистенциални и етични перспективи на съвременния живот в „Малкият брат те наблюдава“ (2009), „Между редовете“ (2012) и „Европа, коя искаш да бъдеш?“ (2012).
Произведенията ѝ, включително тези за юноши, винаги са фокусирани върху по-големи екзистенциални перспективи на живота и човешката цивилизация с разнообразие от съвременни и философски въпроси и често предизвикват противоречиви и разгорещени дебати. Удостоена е с много литературни награди. Няколко пъти е получавала грантове от Съвета по изкуствата и Норвежката фондация за изкуства, включително тригодишната стипендия за работа през 2002 г., както и редица други стипендии. Произведенията ѝ са преведени на над 25 езика по света.
В продължение на няколко години е член на Управителния съвет на Датската асоциация на писателите-фантасти и на Датския ПЕН клуб, както и на редакционния съвет на датската версия на интелектуалното списание Lettre International. В периода 2014 – 2019 г. участва в журито за немската литература награда за мир. През 2021 г. е удостоена с високата гражданска чест „Тамга-и-Пакистан“ от пакистанския президент за работата ѝ за правата на човека в Джаму и Кашмир.
Яна Телер живее в Лондон и Копенхаген.

## Произведения

### Самостоятелни романи
- Odins ø (1999, 2005)[1][2][3][4]
- Intet (2000, 2011)
Нищо, изд. „Лабиринт“ (2016), прев. Емилия Л. Масларова
- Kattens tramp (2004)
- Kom (2008)
- Afrikanske veje (2013) – новела

### Сборници и разкази
- Alt (2013) – разкази[2][4]
- At gå nøgen (2018) – 21 есета за изкуството, чуждостта и опита да бъдеш човек

### Детска литература
- Ridder Rask og den Brune Bamse (2002)[3]

### Документалистика
частично представяне
- Hvis der var krig i Norden (2004) – художествено есе, награда „Сребърна звезда“[2][3]
- Må Allah have barmhjertighed med vores land. (2006)
- Litteratur og Kwalitet (2007)
- Kunstens magt, magtens kunst (2009)
- Little Brother is watching you (2011)
- Europa, hvem er du og hvad vil du være? (2012)
- Mellem linjerne. Lettre Internationale (2012)
- Er jeg en europæer? (2018)
- Må Muhammed have barmhjertighed (2018)

### Екранизации
- 2022 Intet